# Machine simple

Représentation des machines simples.

On appelle machine simple un dispositif mécanique élémentaire permettant de transformer une force de module et de direction déterminés en une force dont le module ou la direction sont différents. 
Selon les Anciens, il y a cinq machines simples : le levier, la poulie, le coin, le treuil et la vis sans fin. Au Livre II de ses Mécaniques, Héron d'Alexandrie a étudié chacune d'elles. La Renaissance identifie une sixième : le plan incliné. 
Généralement, les machines simples sont classées en six types :
- levier ;
- roue ;
- poulie ;
- coin ;
- plan incliné  ;
- vis.

Avec la révolution industrielle, et les progrès de la mécanique théorique, la notion perd de son importance. 

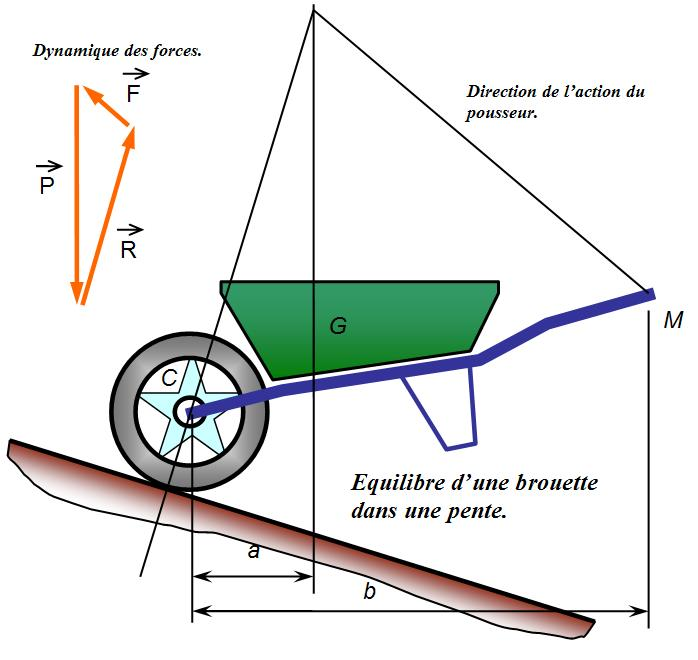
Analyse moderne ; l'ancienne vue aurait combiné un levier, une roue et le plan incliné

Franz Reuleaux démontre que, fondamentalement, un levier, un treuil ou une poulie sont un seul et même dispositif mécanique (un corps en rotation autour d'un axe, subissant trois forces), de même que le coin, le plan incliné et la vis (un bloc glissant le long d'une surface). La mécanique adopte un point de vue où une machine n'est plus une combinaison de « machines simples », mais une combinaison de forces agissant sur des points reliés, qu'elle peut étudier directement (à l'aide de vecteurs, moments, etc.) sans l’intermédiaire de ces machines simples. De plus, à cette époque, la mécanique ne se limite plus à la mécanique du solide : des dispositifs pneumatiques, hydrauliques, électriques, etc. s'ajoutent à la palette des possibilités, tandis que le solide n'est plus indéformable; il se fait élastique, ressort, etc.